# Praia Vermelha do Norte

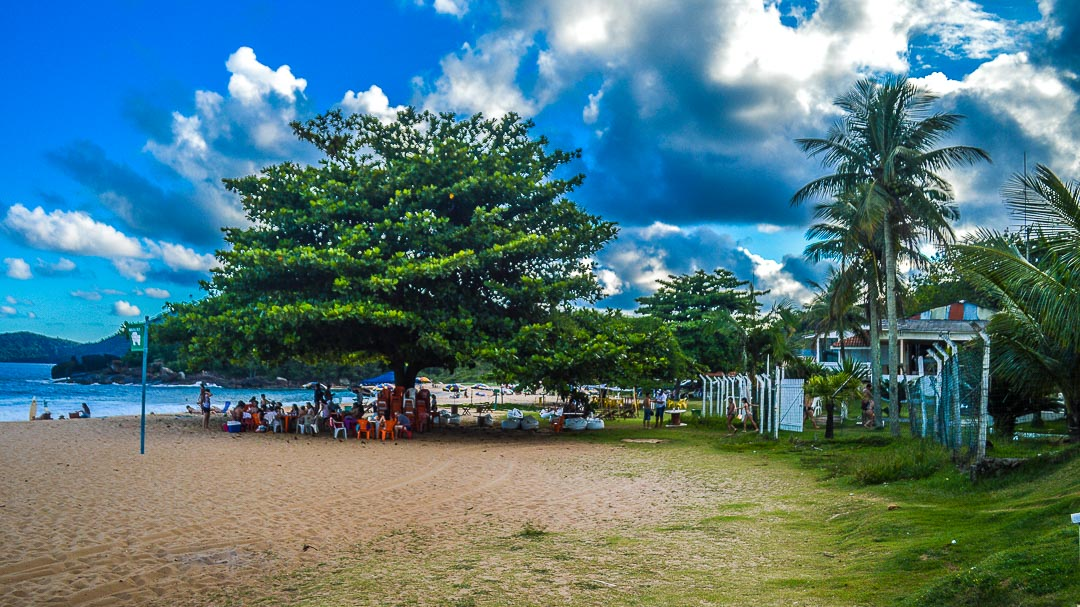
Vista do lado direito da praia.

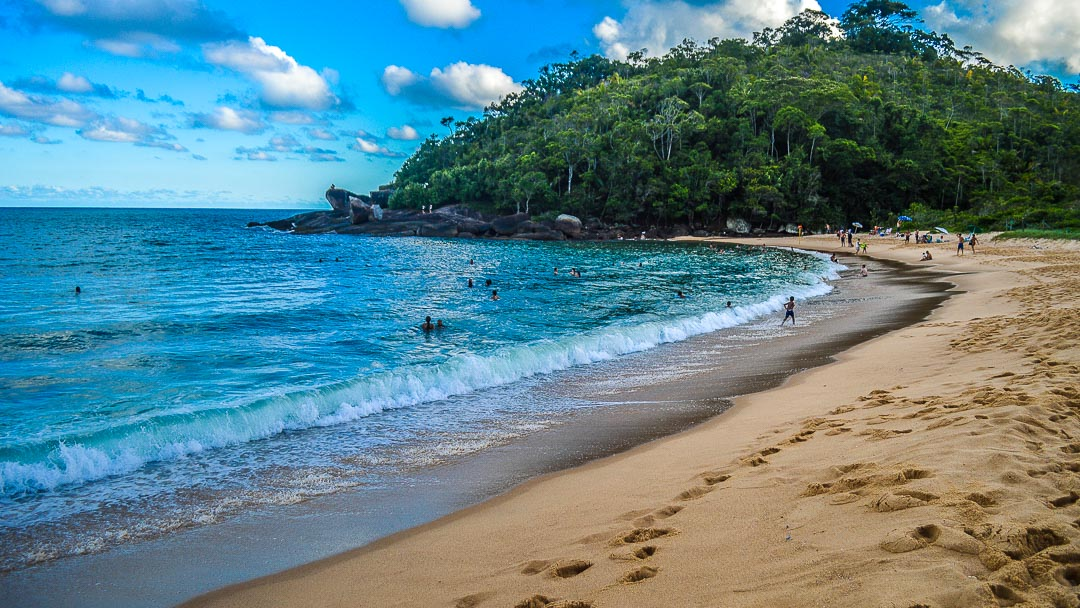
Banhistas na água em dia de mar calmo.

A Vermelha do Norte é uma praia localizada no início da Região Norte da cidade de Ubatuba, no estado de São Paulo, no Brasil. Considerada uma das melhores praias para a prática do Surfe no município, é uma praia de tombo, possui ondas cavadas e muita correnteza, o que a torna perigosa para crianças e banhistas com pouca experiência.